# Arvidsjauri repülőtér
Az Arvidsjauri repülőtér (IATA: AJR, ICAO: ESNX) Svédország egyik nemzetközi repülőtere, amely Arvidsjaur község közelében található. Éves utasforgalma 48 470 fő (2022).

## Futópályák
A repülőtér futópályái:
- 12/30 (2500 m, 45 m, aszfalt)

## Forgalom
Az utasforgalom az elmúlt években az alábbi módon változott:
| Utasok száma | 42 562 | 50 381 | 42 664 | 49 320 | 51 029 | 50 936 | 57 145 | 52 681 | 40 030 | 48 470 |
|              | 2005   | 2007   | 2009   | 2011   | 2013   | 2014   | 2016   | 2018   | 2020   | 2022   |